# Totem (scouting)
Een totem is de dierennaam die je bij de scouts in België krijgt. Het krijgen van deze naam hangt vaak vast met rituelen die sterk verschillen van scoutsgroep tot scoutsgroep.

## Totemisatie
Aan de hand van je karaktereigenschappen zoeken de reeds getotemiseerde leden van je groep een dier dat dezelfde eigenschappen heeft als jijzelf. Er wordt niet van de fysieke eigenschappen uitgegaan. Wanneer de totemisatie gebeurt, hangt van groep tot groep af. Dit gaat gepaard met geheime rituelen, gebaseerd op aloude indianentradities.

## Totemnaam
De totemnaam verkrijgt de scout of gids na regionaal sterk verschillende rituelen, variërende van het uitvoeren van allerlei opdrachten tot gezellig rond een kampvuur zitten. De totemnaam is verbonden met een aantal typische eigenschappen van de getotemiseerde.

## Voortotem
Voortotem of adjectief is een bijvoeglijk naamwoord. Vele scoutsgroepen kennen ook een voortotem toe, ook wel "adjectief" genoemd.
Dit kan een eigenschap zijn die niet in je totem zit en zegt dus iets meer over je dierennaam en karakter. Het zou ook kunnen dat hij een eigenschap van je totem verzwakt.
Afhankelijk van de lokale tradities van de groep, krijg je je adjectief onmiddellijk, pas in de volgende speltak (leeftijdsgroep) of als leiding toegekend.

## Kleurentotem
Een kleurentotem is een soort van voortotem. Er zijn geen vaste regels opgesteld omtrent het verlenen van een kleurentotem, wat er ook toe bijdraagt dat dit soort totems minder gegeven wordt door de onbekendheid.
Kleurentotems zijn uniek en afhankelijk van de groep op dat moment. De kleurentotem die je krijgt hangt af van de eigenschappen waarin anderen je zien uitblinken of die opvallen en de kleur welke zei hieraan toekennen. Zo kan iemand "kanariegele" als totem krijgen omdat men geel met bijvoorbeeld loyaliteit koppelt, anderzijds kan iemand de totem "appelblauwzeegroene" krijgen door bepaalde kleuren te mengen die men koppelde aan karakteristieke eigenschappen.

## Streeftotem
Sommige groepen werken ook met streeftotems, een eigenschap die de getotemiseerde verder zou kunnen ontwikkelen wordt dan zijn of haar voortotem (soms bijkomstig aan iemands "vaste" voortotem, wat tot lange en onpraktische totemnamen kan leiden). Iemand die schuchter is zou dan bijvoorbeeld de voortotem "Praatgrage" kunnen krijgen. Een streeftotem is gebonden aan een zekere tijdsduur en een "evaluatie". Na een bepaalde tijd, bijvoorbeeld het volgende scoutsjaar of kamp moet er een zekere vooruitgang zijn geboekt waarna de persoon zijn "vaste" voortotem krijgt.
Kapoenen · Zeehondjes

Welpen · Kabouters · Zeewelpen

Jongverkenners · Jonggidsen · Scheepsmakkers

Gidsen · Verkenners · Zeeverkenners

Jin · Loodsen